# Charles de la Croix
Charles de la Croix, né le 28 octobre 1792 à Hoorebeke-Saint-Corneille (Belgique) et décédé le 20 aout 1869 à Gand (Belgique), est un prêtre de diocèse de Gand, missionnaire aux États-Unis au XIXe siècle. Il est le premier à avoir eu des contacts avec les  Osages, une tribu amérindienne vivant à l'Ouest du fleuve Mississippi.

## Biographie
Né en 1792 à Hoorebeke-Saint-Corneille dans les Pays-Bas méridionaux, Charles de la Croix fait le séminaire à Gand. Coupable d'avoir résisté aux autorités lors de l'envahissement de la région par les armées de Napoléon Bonaparte, il est emprisonné avec son frère Joseph, qui ne survit pas à cette épreuve. Ordonné prêtre à Gand, par  Guillaume Dubourg, alors évêque de Louisiane et des deux Florides , il prend le chemin de l'Amérique avec lui en 1817 et s'installe en mai 1818 dans le Comté de Perry, dans le Missouri. 
Il arrive en décembre 1818 à Florissant, cinq ans avant que le père De Smet n'en fasse un poste missionnaire jésuite. Lorsque les jésuites de la région de Saint-Louis vont remonter peu à peu le fleuve Missouri vers le Nord pour aller évangéliser les tribus amérindiennes, Charles de la Croix est le premier à visiter les Osages, sur la rive du Mississippi qui constitue l'actuel Kansas. Il commence même à baptiser dans les villages indiens dès 1821, deux à trois ans avant la fondation de Florissant et probablement avant l'arrivée du deuxième groupe de jésuites belges à White Marsh (Maryland). C'est le succès de ses relations avec les indiens qui incite Mgr Dubourg à effectuer des démarches à Washington pour la réussite du projet Florissant.
Il navigue également vers le site de Saint-Paul, dans le comté de Neosho, près d'une habitation du trappeur Édouard Chouteau, dont il baptise les deux fils. Son successeur dans cette région de la Frontière sauvage, Charles Van Quickenborne entreprend aussi des voyages dans l’intérieur du pays, car les Osages étaient venus le voir à Florissant.
Charles de la Croix est entretemps parti pour la paroisse Saint-Michael en basse Louisiane, où il ouvre une école en 1828. L'année suivante, en 1829, il retourne en Belgique pour y rassembler des fonds pour la construction d'une église en Amérique. Leprojet sera achevé en 1832. 
En mauvaise santé Charles de la Croix rentre définitivement dans son pays natal en 1833 où il est nommé chanoine à la cathédrale de Gand. Il y rend des services pastoraux durant les 36 années suivantes.